# Acrocephalus rimitarae
Acrocephalus rimitarae là một loài chim trong họ Acrocephalidae.